# Thyropisthus aterrimus
Thyropisthus aterrimus är en mångfotingart som först beskrevs av Pocock 1889.  Thyropisthus aterrimus ingår i släktet Thyropisthus och familjen Harpagophoridae. Inga underarter finns listade i Catalogue of Life.